# (2600) Lumme
(2600) Lumme (1980 VP) – planetoida z pasa głównego asteroid okrążająca Słońce w ciągu 5,24 lat w średniej odległości 3,02 j.a. Odkryta 9 listopada 1980 roku.